# Hypsibarbus
Hypsibarbus is een geslacht van straalvinnige vissen uit de familie van karpers (Cyprinidae).

## Soorten
- Hypsibarbus annamensis (Pellegrin & Chevey, 1936)
- Hypsibarbus lagleri Rainboth, 1996
- Hypsibarbus macrosquamatus (Mai, 1978)
- Hypsibarbus malcolmi (Smith, 1945)
- Hypsibarbus myitkyinae (Prashad & Mukerji, 1929)
- Hypsibarbus pierrei (Sauvage, 1880)
- Hypsibarbus salweenensis Rainboth, 1996
- Hypsibarbus suvattii Rainboth, 1996
- Hypsibarbus vernayi (Norman, 1925)
- Hypsibarbus wetmorei (Smith, 1931)